# Gold. La fantascienza allo stato puro
Gold. La fantascienza allo stato puro (Gold: The Final Science Fiction Collection) è un'antologia di racconti e saggi di fantascientifici del 1995, dello scrittore statunitense Isaac Asimov. Le storie, che comprendono la prima metà, sono racconti che erano rimasti "non collezionati" fino al momento della morte di Asimov. Prima di questa infatti, erano aspramente criticate dalla critica come opere di un "Asimov minore". Allo stesso modo, i racconti della seconda metà del libro non sono generalmente considerati tra i più significativi nelle storia letteraria dell'autore. Tuttavia, Gold, contiene alcune opere di rilievo. "Cal" descrive ad esempio un robot che vuole scrivere un libro, mentre la storia dal titolo Oro (Gold, che dà il titolo alla raccolta) esprime sia l'ammirazione di Asimov verso il Re Lear sia il suo pensiero sugli adattamenti cinematografici delle sue opere. "Oro" inoltre, ha vinto il Premio Hugo.

## Elenco dei contenuti

### Ultimi racconti
- Cal (Cal, 1990)
- Da sinistra a destra (Left to Right, 1987)
- Frustrazione (Frustration, 1991)
- Allucinazione (Hallucination, 1985)
- Instabilità (The Instability, 1989)
- Il divino Alessandro (Alexander the God, 1989)
- Nel Canyon (In the Canyon, 1990)
- Addio alla Terra (Good-bye to Earth, 1989)
- Inno di battaglia (Battle-Hymn, 1995)
- Feghoot e la giustizia (Feghoot and the Courts, 1986)
- A prova d'errore (Fault-Intolerant, 1990)
- Il fratellino (Kid Brother, 1990)
- Nazioni nello spazio (Una favola moderna) (The Nations in Space, 1995)
- Il sorriso del chipper (The Smile of the Chipper, 1988)
- Oro (Gold, 1991)

### Sulla fantascienza
- Il viaggio più lungo (The Longest Voyage)
- L'invenzione dell'universo (Inventing the Universe)
- Dischi volanti e fantascienza (Flying Saucers and Science Fiction)
- Invasione (Invasion)
- Cerbottana fantascientifica (The Science Fiction Blowgun)
- Cronache di robot (The Robot Chronicles)
- L'Età dell'Oro che ci attende (Golden Age Ahead)
- La galassia interamente umana (The All-Human Galaxy)
- Psicostoria (Psychohistory)
- Cicli fantascientifici (Science Fiction Series)
- Sopravvissuti (Survivors)
- Nessun luogo
- Amici ed estranei
- Le antologie di fantascienza (Science Fiction Anthologies)
- L'influsso della fantascienza (The Influence of Science Fiction)
- Donne e fantascienza (Women and Science Fiction)
- Religione e fantascienza (Religion and Science Fiction)
- Viaggi nel tempo (Time-Travel)

### Come si scrive un libro di fantascienza
- La trama (Plotting)
- La metafora (Metaphor)
- Le idee (Ideas)
- La suspense (Suspense)
- I cicli (Serials)
- Come si chiama il nostro campo (The Name of Our Field)
- Suggerimenti (Hints)
- Scrivere per i giovani (Writing for Young People)
- I nomi (Names)
- L'originalità (Originality)
- Le recensioni (Book Reviews)
- Le pene dello scrittore (What Writers Go Through)
- Le revisioni (Revisions)
- L'ironia (Irony)
- Il plagio (Plagiarism)
- Il simbolismo (Symbolism)
- Intuizioni e predizioni (Prediction)
- I best seller (Best seller)
- Gli pseudonimi (Pseudonyms)
- Il dialogo (Dialog)

## Edizioni
- Isaac Asimov, Gold. La fantascienza allo stato puro, traduzione di Tilde Riva e Gino Scatasta, Bompiani, 1995,  p. 359.